# 니키페
니키페(Nicippe)는 그리스 신화에 나오는 펠롭스의 딸이다. 어머니는 히포다메이아이다. 아트레우스, 티에스테스, 피테우스의 누이이며, 아스티다메이아, 리시디케, 클로리스의 자매이다. 페르세우스의 아들로서 미케네와 티린스의 왕인 스테넬로스와 결혼하여 아들 에우리스테우스와 두 딸 알키오네, 메두사를 낳았다. 알키오네는 케익스의 아내와 이름이 같고 메두사는 페르세우스가 죽인 괴물과 이름이 같다. 니키페가 에우리스테우스를 임신하였을 때, 암피트리온으로 변신하여 알크메네를 임신시킨 제우스는 인간인 여자의 몸에서 자신의 피를 이어받은 위대한 영웅이 탄생할 것이며 그를 아르고스의 왕으로 삼을 것이라고 하였다. 이는 헤라클레스의 탄생을 예고한 것인데, 이를 질투한 제우스의 아내 헤라는 분만의 여신 에일레이티아의 도움을 받아 알크메네의 분만을 방해하고 니키페의 분만을 앞당겼다.